# سارا مین
سارا مین (انگلیسی: Sarah Main) یک دی‌جی با اصالت استرالیایی است که در ایبیزا کار می‌کند، و بیشتر با باشگاه پاچا مرتبط است. او در فیلم همه‌اش از دست رفت پیت تانگ در نقش خودش حضور داشته‌است. به‌غیر از حضورهای منظم خود در ایبیزا، مین دارای به‌طور بین‌المللی در بسیاری از باشگاه‌های اروپا نیز به اجرا پرداخته‌است.